# Birgit Carlstén
Birgit Maria Christine Carlstén, född 8 december 1949 i Huskvarna, död 2 juni 2025 i Gamla Uppsala distrikt i Uppsala, var en svensk skådespelare och sångare.

## Biografi
Carlstén studerade vid Skara Skolscen 1969–1970 och utbildade sig vid scenskolan i Malmö 1970–1974. Karriären började på Pionjärteatern och fortsatte sedan med engagemang vid Riksteatern, Komediteatern i Stockholm, Helsingborgs stadsteater, Smålands Musik och Teater och Värmlandsoperan i Karlstad. År 1981 var Carlstén Povel Ramels moatjé i krogshowen Minspiration och spelade hos Hagge Geigert i komedin Snésprång på Lisebergsteatern i Göteborg 1989.
Carlstén tolkade bland annat Edith Piaf. Hon sjöng ledmotivet till TV-serien Sinkadus. Hon läste Dagens Dikt i radion och var clown hos Cirkus Scott. I TV medverkade hon i kriminalserien Polisen och domarmordet 1993, julkalendern Håll huvet kallt 1994 och dramaserien Saltön 2005 och 2007.
Carlstén var tävlingsdeltagare i Ingvar Oldsbergs program På spåret, vilket hon vann 1996 tillsammans med Tommy Engstrand. 1997 tävlade Carlstén tillsammans med Helge Skoog och de gick till semifinal. 1999 och 2000/2001 deltog hon tillsammans med Sven Melander och de gick till final båda gångerna. 2005 tävlade Carlstén tillsammans med Måns Möller i På spåret och de vann tre matcher i gruppspelet. Hon regisserade Skinnarspelet i Malung och Himlaspelet i Leksand. Birgit Carlstén var invald i Smålands akademi och engagerad som jurymedlem i Artista Donna, sinnenas konstutställningar för kvinnliga konstnärer i Skåne. Hon var vice ordförande i Alf Henriksonsällskapet.
2017 deltog Carlstén i frågesportprogrammet Vem vet mest, säsong 19 avsnitt 23.

## Filmografi (urval)
- 1979 – Linus eller Tegelhusets hemlighet
- 1980 – Sinkadus (TV-serie)
- 1981 – Hans Christian och sällskapet
- 1981 – Micke och Molle: Vänner när det gäller (röst)
- 1986 – Offret
- 1993 – Polisen och domarmordet
- 1994 – Good Night Irene
- 1998 – Ivar Kreuger (TV-serie)
- 2005 – Saltön (TV-serie)

## Teater

### Roller (ej komplett)
| År   | Roll              | Produktion                                                  | Regi             | Teater                   |
| ---- | ----------------- | ----------------------------------------------------------- | ---------------- | ------------------------ |
| 1981 | Anna Carson       | Minspiration, revy Povel Ramel                              | Hasse Ekman      | Berns                    |
| 1991 | Lena              | Maratondansen (They shoot horses, don't they?) Horace McCoy | Tom Lagerborg    | Helsingborgs stadsteater |
| 1991 | Beatrice          | Omaka par (The Odd Couple) Neil Simon                       | Arne Strömgren   | Helsingborgs Stadsteater |
| 1992 |                   | Sagan om Piaf Åke Arenhill                                  | Birgit Carlstén  | Helsingborgs Stadsteater |
| 1992 | Elizabeth Proctor | Häxjakten (The Crucible) Arthur Miller                      | Håkan Lindhé     | Helsingborgs stadsteater |
| 1992 | Gertrud           | Isbjörnarna Jonas Gardell                                   | Kerstin Birde    | Helsingborgs stadsteater |
| 1993 | Jeanine           | Jo, det gällde annonsen (La bonne adresse) Marc Camoletti   | Arne Strömgren   | Helsingborgs stadsteater |
| 1995 | Jaqueline         | Som man bäddar (Pyjama Pour Six) Marc Camoletti             | Jan Nielsen      | Helsingborgs stadsteater |
| 1998 | Kate Sumner       | En fru för mycket (Up and running) Derek Benfield           | Hans Bergström   | Helsingborgs stadsteater |
| 2002 |                   | Mozart! Michael Kunze och Sylvester Levay                   | Ronny Danielsson | Wermland Opera           |

### Regi
| År   | Produktion    | Upphovsmän   | Teater                   |
| ---- | ------------- | ------------ | ------------------------ |
| 1992 | Sagan om Piaf | Åke Arenhill | Helsingborgs Stadsteater |